# جک دیکین (بازیکن فوتبال، زاده ۱۸۷۳)
جک دیکین (انگلیسی: Jack Deakin؛ زادهٔ 1873) بازیکن فوتبال اهل بریتانیا است.
از باشگاه‌هایی که در آن بازی کرده‌است می‌توان به باشگاه فوتبال استوک سیتی اشاره کرد.